# In This World – Aufbruch ins Ungewisse
In This World – Aufbruch ins Ungewisse ist ein britischer Spielfilm von Michael Winterbottom aus dem Jahre 2002.
Das semidokumentarische Flüchtlingsdrama handelt von zwei afghanischen Cousins, Jamal (Jamal Udin Torab) und Enayat (Enayatullah), die aufbrechen, um in London ihr Glück zu suchen. Ihr Weg nach Westeuropa gerät dabei zu einer monatelangen Odyssee.

## Handlung
Der 16-jährige Jamal lebt in dem Flüchtlingslager Shamshatoo im pakistanischen Peschawar. Peschawar zählt zu den Städten mit dem weltweit höchsten Flüchtlingsanteil. Hier leben über eine Million, vor allem afghanische, Flüchtlinge. Bereits 1979 nach dem Angriff der Sowjetunion flüchteten die ersten Afghanen in die pakistanische Grenzstadt. Die Familie von Enayat, die einen kleinen Stand für Unterhaltungselektronik auf einem Basar betreibt, will ihm ein besseres Leben ermöglichen und entscheidet, dass Enayat zu Verwandten nach London gehen soll. Da der Waise Jamal im Gegensatz zu Enayat gute Englischkenntnisse besitzt, kann er dessen Familie überreden, ihn mit Enayatullah auf die Reise zu schicken.
Bei illegalen Menschenschmugglern kaufen sie ein Ticket nach London. Über ein gut ausgebautes Schmugglernetzwerk sollen sie ohne Pässe und Visa nach Europa gelangen. Jährlich legen zwei Millionen Menschen auf der ganzen Welt ihr Leben in die Hände von Schmugglerbanden, die an der Not der Flüchtlinge gut verdienen. Zunächst reisen sie auf Ladepritschen von Pick-Up-Lastern und in Bussen in Richtung Iran. Als ihr Bus an der iranischen Grenze von der Polizei kontrolliert wird, werden sie nach Pakistan zurückgeschickt. Erst beim zweiten Versuch und abermaliger Bezahlung der Schmuggler gelingt ihnen die Flucht in den Iran. Über Teheran und ein kleines Grenzdorf, gelangen sie zu Fuß über das unwegsame Grenzgebirge in die Türkei. Dort treffen sie auf ihrer Fahrt Richtung Istanbul auf eine iranische Familie, die mit ihrem kleinen Baby nach Dänemark flüchten will. Jamal und Enayat arbeiten in Istanbul einige Wochen in einer Metallwerkstatt und warten auf ihre Weiterfahrt.
Sie werden schließlich von einem Schmuggler abgeholt, der sie mit der Familie und anderen Flüchtlingen in einen Container auf einem Lastwagen sperrt. Der Lastwagen wird auf einem Frachtschiff von Istanbul nach Triest in Italien verschifft. Vierzig Stunden dauert die Überfahrt. Die Luft im Container ist bald verbraucht und die Leute geraten in Panik und rufen nach Hilfe. Aber keiner kann sie hören. Von der Familie aus dem Iran und den anderen Flüchtlingen, die auch in den Container gepfercht wurden, haben nur Jamal und das Baby die Flucht überlebt. Auch Enayat ist erstickt. Während sich italienische Zollbeamte um das Baby kümmern, gelingt Jamal die Flucht.
Da Jamal nicht mehr als seine Kleider auf dem Leib bei sich trägt, bleibt er für einige Zeit in Italien. Er muss das Geld für eine Fahrkarte nach Paris auftreiben. Er verkauft Armbänder und begeht Gelegenheitsdiebstähle. Nach der Fahrt nach Frankreich gelangt er in das Auffanglager am Eurotunnel in Sangatte an der französischen Kanalküste. Dort trifft er Yussuf, der bereits in Großbritannien war und dort in einem Restaurant gearbeitet hat. Mit ihm flüchtet er aus dem Lager und versteckt sich unter einem Lastwagen. Mit dem Eurostar gelangt er durch den Eurotunnel nach Großbritannien. Jamals Flucht hat vier lange Monate gedauert. In London ruft er die Familie von Enayat an, um sie über seine Ankunft zu benachrichtigen. Auf die Frage, wie es Enayat gehe, antwortet Jamal: „Er ist nicht in dieser Welt.“ Seine Verwandten antworten nicht mehr auf die schmerzliche Todesnachricht.
Der von Jamal gestellte Asylantrag wird abgelehnt. Er erhält aber ein Bleiberecht bis zur Vollendung seines 18. Lebensjahres.

## Hintergrund
Die beiden Hauptdarsteller sind Paschtunen, die in Peschawar gecastet wurden. Sie waren zuvor noch nie im Ausland. Nach dem Dreh flüchtete Jamal Udin Torab in Wirklichkeit nach Großbritannien, da er auf Grund des Filmdrehs ein noch gültiges Visum besaß. Er erhielt, wie im Film bekannt gegeben, zunächst einen Aufenthalt bis zum 18. Lebensjahr.
Dieser lief rechnerisch im Jahr 2004 aus. Darüber hinaus sind keine weiteren Informationen bekannt.
Der Film basiert auf einem sehr knappen Drehbuch. Viele Handlungsabläufe wurden erst zur Drehzeit auf Grund von Gesprächen und Erfahrungsberichten mit Flüchtlingen entwickelt. Viele Darsteller wurden recht spontan im Zuge der parallel zu den Dreharbeiten laufenden Recherchen gecastet und spielen sich im Prinzip selbst. So wird z. B. im „Making of“ des Films erwähnt, dass ein iranischer Militärangehöriger die Rolle eines Kontrolleurs übernimmt, der an einem Kontrollpunkt die Überprüfung aller Reisenden eines Reisebusses übernimmt. Der Film erhält dadurch eine gewisse Authentizität.
Unter anderem hatte das Filmteam auch mit für Flüchtlinge real existierenden Problemen zu kämpfen.
So mussten zum Beispiel gefälschte Papiere organisiert werden, da für bestimmte Drehorte keine legalen Aufenthaltspapiere für die Hauptdarsteller organisiert werden konnten.
Der Film wurde am 17. November 2002 auf dem London Film Festival uraufgeführt. 

## Kritiken
Winterbottom wagt sich an ein in der westlichen Welt immer wieder verdrängtes Thema. Er begleitet exemplarisch zwei afghanische Flüchtlinge zwischen Angst und Hoffnung auf dem Weg nach Europa und macht darauf aufmerksam, welche Torturen Menschen für ein besseres Leben ohne Krieg, Hunger und Vertreibung auf sich nehmen. Der Film berührt durch seine ungemeine Authentizität. Er wurde an Originalschauplätzen mit DV-Kamera und fast ausschließlich mit Laiendarstellern gedreht, die große Teile des Films improvisierten. Der Film hält sich mit Kommentaren zurück und verzichtet absichtlich gänzlich auf Wertungen. Allein die Bilder klagen an und appellieren dabei an die Menschlichkeit des Zuschauers.
- Die Welt [2] merkt an, dass der Film die nötige Balance zwischen Inszeniertem und Dokumentarischem nicht herstellt. „Ihm fehlt die Authentizität des Dokumentarischen, aber auch die Wucht des Inszenierten.“
- Filmspiegel.de [3] kritisiert, dass Winterbottom mit seinem Film nur dokumentiert, aber Ursachen und Hintergründe der Flucht im Dunkeln bleiben und keine Lösungen aufgezeigt werden.
- „Dieser Film brennt wie eine Fackel“ – Delphine Valloire, Arte [4]
- „Die Dinge sind, was sie sind, und sie werden so gezeigt, wie sie sind. […] Es passiert täglich, IN THIS WORLD.“ – André Götz, Epd Film [5]

## Auszeichnungen
- Goldener Bär auf der Berlinale 2003
- Preis der Ökumenischen Jury der Berlinale 2003
- Friedenspreis der Heinrich-Böll-Stiftung auf der Berlinale 2003
- British Independent Film Award 2003 für die beste Produktion und die beste technische Umsetzung
- BAFTA Award 2004 für den besten nicht-englischsprachigen Film
- Norwegischer Friedensfilmpreis beim Tromsø Internasjonale Filmfestival 2004[6]